# Čandrasekara Venkata Raman
Čandrasekara Venkata Raman (tamilski: சந்திரசேகர வெங்கடராமன; Tiručirapali, 7. studenog 1888. - Bangalore, 21. studenog 1970.), indijski fizičar. Stric Subrahmaniana Chandrasekhara. Diplomirao (1907) na Sveučilištu u Madrasu. Bio je profesor fizike na Sveučilištu u Kolkati (od 1917. do 1933.), potom je radio u Bangaloreu u Indijskom znanstvenom institutu (od 1933. do 1947.), bio ravnatelj Ramanova istraživačkog instituta u Bangaloreu (od 1947. do 1970.). Utemeljio je znanstveni časopis Indian Journal of Physics (1926.) i Indijsku akademiju znanosti (1934.). Radovi mu se uglavnom odnose na probleme iz optike, molekularne fizike i akustike. Za otkriće (1928.) neelastičnoga zračenja u spektru svjetlosti raspršene na materijalu (Ramanov učinak) dobio je Nobelovu nagradu za fiziku 1930. Član Kraljevskog društva (eng. Royal Society) od 1924.

## Ramanov učinak
Diskretne energije molekula možemo studirati i Ramanovim učinkom. Ramanov učinak je prorekla kvantna teorija, on je neminovna posljedica osnovnih načela kvantne teorije.
Kroz plin ili tekućinu možemo pustiti određene valne duljine. Na molekulama plina takva se monokromatska svjetlost raspršuje. Raspršenje svjetlosti je razumljivo po klasičnoj valnoj teoriji. Molekule predstavljaju male ogibne centre koji raspršuju valnu frontu svjetlosti. Prilikom raspršenja na takvim ogibnim centrima, naravno, ne mijenja se valna duljina svjetlosti. Po klasičnoj teoriji dobili bismo raspršenu svjetlost s istom valnom duljinom kakva je valna duljina prvobitne svjetlosti. Djelomično se to zaista i opaža. Kvantna teorija pridodaje tom monokromatskom raspršenju svjetlosti još druge mogućnosti. Po čestičnoj (korpuskularnoj) teoriji svjetlosti možemo svjetlost shvatiti kao roj čestica (korpuskula). Prilikom srazova s molekulama kvanti svjetlosti (fotoni) mogu promijeniti svoju energiju i impuls sile. Promjena impulsa kvanta svjetlosti očito se očituje u promjeni smjera raspršene zrake. No kvant se ne mora uvijek odbiti od molekule kao od tvrde stijene. On može pri udaru prevesti molekulu u koje više energetsko stanje. Srazom kvanta pogođena molekula može prijeći iz rotacije (vrtnje) s kvantnim brojem l u rotaciju s kvantnim brojem l + 1. Pri takvim srazovima umanjuje se energija kvanta svjetlosti za energiju potrebnu za skok molekule u koje više energetsko stanje. Prema tome, frekvencija takve raspršene svjetlosti umanjuje se upravo za frekvenciju jedne od spektralnih linija, koje inače molekula emitira. Pri srazu molekula može isto tako prenijeti nešto od svoje unutarnje energije na kvant svjetlosti. Srazom s molekulom kvant svjetlosti može umanjivati ili povećavati svoju energiju za razliku (diferenciju) između dvaju energetskih nivoa molekula. S povećanjem ili umanjenjem energije mijenja se frekvencija kvanta svjetlosti upravo za frekvenciju emitiranih ili apsorbiranih linija molekula.
Godine 1928. uspjelo je Ramanu, a nezavisno i Grigoriju Samuiloviču Landsbergu i L. I. Mandeljštamu da utvrdi te pojave. Molekule su gušće nagomilane u tekućinama nego u plinovima, pa je zato raspršenje svjetlosti u tekućinama jače nego u plinovima. Pažljivim promatranjem Raman je utvrdio da se pored frekvencije primarne svjetlosti pojavljuje nalijevo i nadesno niz novih spektralnih linija. Broj novih linija vrlo je velik. Što uzimamo točniji i osjetljiviji spektroskop, to nailazimo na veći broj linija. Pomak frekvencije prema većim ili manjim točno se slaže s frekvencijama koje inače mogu emitirati ili apsorbirati molekule. 
Pojava novih linija u spektru raspršene svjetlosti odrazuje vjerno energije molekula. U Ramanovom učinku lijepo se opažaju vrpce molekularnih spektara. Prolazom monokromatske svjetlosti kroz plin i tekućine nastaje iz jedne spektralne linije čitava vrpca, a ta se vrpca svojim linijama gomila oko prvobitne vidljive linije. Ramanov učinak ima važnu primjenu u kemiji za ispitivanje strukture molekule.